# Кулишев, Фёдор Данилович
Кулишев (Кулишов), Фёдор Данилович (22 сентября 1898 года — 17 марта 1981 года) — советский военачальник, генерал-лейтенант (1954).

## Биография
Родился Фёдор в многодетной семье столяра Даниила Григорьевича Кулишова в Херсоне, кроме него в семье было три сына и четыре дочери.
Во время Первой мировой войны Ф. Д. Кулишев служил в российской армии рядовым, затем поступил юнкером в Чугуевское военное училище.
В мае 1919 года в Херсоне был призван в РККА, участвовал в Гражданской войне командиром взвода, затем помощником командира роты в пехотном батальоне 9-й армии. Воевал против Деникина, Мамонтова, был контужен.
После окончания Гражданской войны Ф. Д. Кулишев служил в РККА, в июне-сентябре 1920 года — начальник отдельной караульной роты в Херсоне, затем учился на курсах «Выстрел», по окончании которой, с августа 1921 года по сентябрь 1922 года — начальник пулеметной команды полка в Пензе, затем командовал ротой, батальоном, работал в штабах. В 1934 году окончил Академию им. Фрунзе, с 1939 года преподавал тактику в Академии им. Фрунзе и Академии Генштаба.
В начале Великой Отечественной войны полковник Ф. Д. Кулишев на той же должности, в 1942 году назначен заместителем начальника штаба 63-й армии, участвовал в Сталинградской битве. В конце августа 1942 года армия нанесла ряд контрударов по наступавшему на Сталинград противнику, Ф. Д. Кулишев координировал действия 203-й и 197-й стрелковых дивизий, в разгар боя части 203-й дивизии побежали, под огнём противника Ф. Д. Кулишев сумел остановить бегство и вернуть части дивизии в бой. За это был награждён первым орденом — орденом Красной Звезды. В конце 1942 года Ф. Д. Кулишев был назначен заместителем начальника штаба 5-й танковой армии.
В марте 1943 года Ф. Д. Кулишев был назначен начальником штаба 6-й армии, в июне-августе и сентябре-декабре вр.и.д. командующего 6-й армией (в это время армия находилась в резерве СВГК). 6 декабря 1944 года Ф. Д. Кулишев вновь стал начальником штаба 6-й армии, руководил им до конца войны. На этих постах Ф. Д. Кулишев участвовал в Никопольско-Криворожской, Березнеговато-Снигиревской, Одесской наступательной, Сандомирско-Силезской и Нижнесилезской наступательных операциях, с середины февраля по 6 мая 1945 года участвовал в боях по ликвидации окружённой группировки войск противника в городе-крепости Бреслау, затем в переговорах о сдаче города.
В июле 1945 года Ф. Д. Кулишев был назначен начальником штаба Воронежского военного округа, с мая 1946 — начальник управления Главного штаба Сухопутных войск, с мая 1949 года — начальник штаба отдельной механизированной армии, с ноября 1953 года — старший преподаватель кафедры оперативного искусства Академии Генштаба, с января 1955 — генерал-инспектор при заместителе министра обороны по ВВУЗам.
В сентябре 1964 года вышел в отставку.
Умер Федор Данилович Кулишев в 1981 году в Москве.

## Семья
Дед Григорий участвовал в русско-турецкой войне, воевал в под Шипкой.
Три брата Ф. Д. Кулишева служили в армии и флоте:
- Кулишов, Илья Данилович (1902—1948) — вице-адмирал (1945).
- Кулешов, Андрей Данилович (1904—1977) — генерал-лейтенант (1954), в годы войны командовал 7-м гвардейским и 92-м стрелковыми корпусами.
- Кулешов, Григорий Данилович (1908—1943) — гвардии полковник[1], в годы войны командовал 272-м корпусным артполком, 233-м и 7-м гвардейским артполками РГК, был тяжело ранен в бою 22 января 1943 года, 17 февраля 1943 года умер в эвакогоспитале № 2633 в городе Камышин.

Сын Ф. Д. Кулишева — Кулишев, Олег Фёдорович (1928—2002) — пошел по стопам отца, дослужился до генерал-полковника.

## Воинские звания
- полковник
- генерал-майор — 01.09.1943
- генерал-лейтенант — 31.05.1954

## Награды
За время службы Ф. Д. Кулишев был удостоен 25 наград, в том числе:
- Орден Ленина — 21.02.1945
- Три ордена Красного Знамени — 14.02.1943, 03.11.1944, 15.11.1950
- Орден Суворова 2-й степени — 06.05.1945
- Орден Кутузова 2-й степени — 26.10.1943
- Орден Богдана Хмельницкого 2-й степени — 19.03.1944
- Два ордена Красной Звезды — 5.11.1942, 28.10.1967
- Медаль «За оборону Москвы»
- Медаль «За оборону Сталинграда»
- Медаль «XX лет РККА» — 1938
- Другие медали
- Иностранные награды